# ダイダラボッチ (小惑星)
ダイダラボッチ (8551 Daitarabochi) は、小惑星帯に位置する小惑星。長野県の富士見町入笠山天体観測所で、平沢正規と鈴木正平が発見した。
小惑星名は、日本の各地で伝承される伝説の巨人のダイダラボッチからちなんで命名された。